# Guy (album)
Guy è il primo ed eponimo album in studio del gruppo musicale statunitense Guy, pubblicato nel 1988.

## Tracce
1. Groove Me – 4:34 (musica: Gatling, Hall, Riley)
2. Teddy's Jam – 3:35 (musica: Riley)
3. Don't Clap... Just Dance – 5:03 (musica: Gatling, Hall, Riley)
4. You Can Call Me Crazy – 4:06 (musica: Gatling, Hall, Riley)
5. Piece of My Love – 5:15 (musica: Gatling, Hall, Riley)
6. I Like – 4:54 (musica: Gatling, Hall, Riley)
7. 'Round and 'Round (Merry Go 'Round of Love) – 4:17 (musica: Gatling, Hall, Riley)
8. Spend the Night – 4:26 (musica: Hall, Riley)
9. Goodbye Love – 5:04 (musica: Gatling, Hall, Riley)
10. My Business – 3:54 (musica: Gatling, Hall, Riley)